# Xã Fremont, Quận Lake, Illinois
Xã Fremont (tiếng Anh: Fremont Township) là một xã thuộc quận Lake, tiểu bang Illinois, Hoa Kỳ. Năm 2010, dân số của xã này là 32.337 người.